# 米拉瓦尼亚
米拉瓦尼亚是巴西米纳斯吉拉斯州的一个市镇。总面积603.005平方公里，总人口4708人，人口密度7.8人/平方公里。